# 通常財
通常財（つうじょうざい、ordinary good）は、消費者理論で用いられるミクロ経済学の概念である。財の価格が下落したときに需要量が増加し、逆に価格が上昇したときに需要量が減少する財として定義される。これはギッフェン財の対概念である。
経済理論の範囲外でギッフェン財の存在が依然として議論されているため、通常財とギッフェン財の組み合わせは、所得変化への反応を区別するために用いられる「上級財と下級財」（「正常財と劣等財」）の組み合わせほど経済学の教科書で重視されていない。しかし、「通常財」という用語は、価格と所得の変化を単純に表現できるため有用である。正常財は常に通常財である。

## 所得効果と価格効果の区別
| 所得変化 | 所得変化         | 所得変化         |          | 価格変化 | 価格変化     | 価格変化 |
|          | 上級財（正常財） | 下級財（劣等財） |          | 通常財   | ギッフェン財 |          |
| 所得増加 | 消費増加         | 消費減少         | 価格上昇 | 消費減少 | 消費増加     |          |
| 所得減少 | 消費減少         | 消費増加         | 価格下落 | 消費増加 | 消費減少     |          |